# Club de Deportes Cobreloa (femenino)
El Club de Deportes Cobreloa femenino es la rama profesional de fútbol femenino del Club de Deportes Cobreloa, con sede en la ciudad de Calama, Chile. Fue fundado en el año 2010 y compite en la Primera B de fútbol femenino.

## Historia

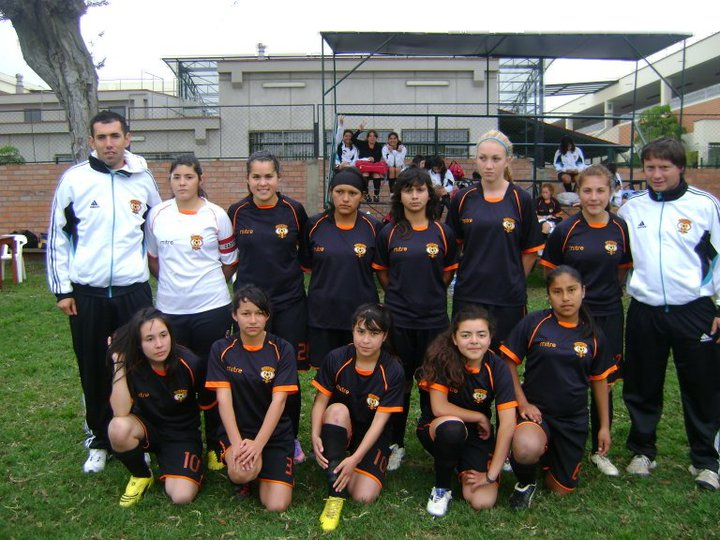
El equipo de Cobreloa femenino en un torneo preparatorio en Perú, el año 2010

En el año 2010 el Club de Deportes Cobreloa deseaba insertarse en las competencias femeninas de fútbol organizadas por la ANFP para el año 2011, para esto realizó una alianza con el Centro Deportivo y Cultural LIFAE, ubicada en la comuna Las Cabras con el objetivo de obtener representativas que jugaran por la institución. En el transcurso del proceso de preparación del equipo enfrentaron a la Selección Femenina de Calama, con el objetivo de dar a conocer a la comunidad como a la directiva el proyecto a realizar.
El año 2011 participan en el Primera División de fútbol femenino de Chile, tanto en categoría adulta como en juvenil sub-17. El debut tanto del equipo adulto como su categoría Sub-17 en la primera división ocurre el día 19 de marzo del mismo año ante la rama femenina del equipo de Audax Italiano, válido por la primera fecha del torneo, con resultados de 3 goles a 4 a favor de Cobreloa con goles de la jugadora Romina Orellana, el equipo adulto venció por 5 goles a 0 a su similar, con goles de Camila Sáez, Nícole Tobar y Francisca Lara estas últimas con dos goles.
Desde 2020 hasta 2021 estuvo en receso tras la suspensión por la pandemia de la Primera B femenina.
Desde la temporada 2022 participa en el torneo de segunda división de Chile.